# 利邦鶇
利邦鶇（學名：Turdus libonyana）是鶇屬下的一種鳥類，原產於安哥拉、博茨瓦納、布隆迪、剛果、馬拉維 、莫桑比克、納米比亞、南非、斯威士蘭、坦桑尼亞、贊比亞和津巴布韋的乾旱熱帶草原，有時會漂泊到萊索托。其種群規模具體不明，但據信並沒有下降，因此是IUCN紅色名錄的無危物種。